# Harnack-Medaille

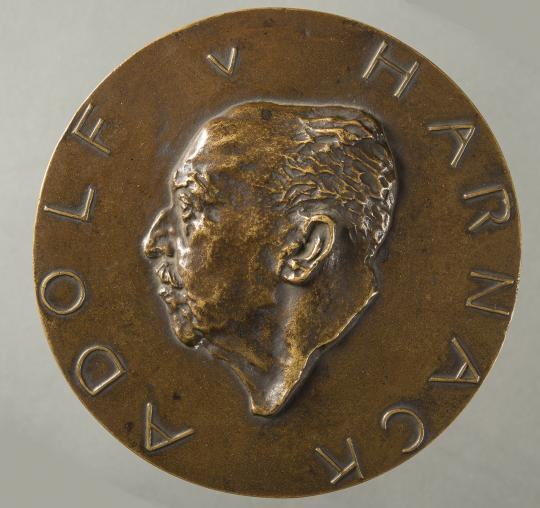
Harnack-Medaille (Entwurf von Georg Kolbe)

Die Harnack-Medaille (ursprünglich Adolf-Harnack-Medaille) ist eine Auszeichnung, die von der Max-Planck-Gesellschaft verliehen wird.
Die Medaille wurde 1924 als Medaille für Verdienste um die Kaiser-Wilhelm-Gesellschaft (KWG), die Vorgängerorganisation der Max-Planck-Gesellschaft, gestiftet und zwischen 1925 und 1936 verliehen; 1953 wurde die Tradition von der Max-Planck-Gesellschaft (MPG) wieder aufgenommen. Die Medaille ist die höchste Auszeichnung der MPG, die für besondere Verdienste um die Max-Planck-Gesellschaft verliehen wird.
Die Verleihung wird aufgrund eines Senatsbeschlusses der Max-Planck-Gesellschaft durch den Präsidenten vorgenommen. Die Medaille geht auf einen Entwurf von Georg Kolbe zurück.
Namensgeber ist Adolf von Harnack, Gründungspräsident der 1911 gegründeten Kaiser-Wilhelm-Gesellschaft zur Förderung der Wissenschaften.

## Preisträger
- 1925: Adolf von Harnack
- 1926: Fritz Haber
- 1929: Friedrich Schmidt-Ott
- 1932: Carl Correns, Franz von Mendelssohn
- 1933: Max Planck, Gustav Krupp von Bohlen und Halbach
- 1934: Carl Duisberg
- 1936: Albert Vögler, Ludwig Prandtl
- 1953: Gustav Winkler
- 1954: Otto Hahn, in Gold 1959
- 1959: Theodor Heuss
- 1960: Erich Kaufmann
- 1962: Georg Schreiber
- 1963: Otto Warburg
- 1964: Heinrich Lübke
- 1965: Alfred Kühn
- 1970: Carl Wurster
- 1973: Adolf Butenandt, in Gold 1983
- 1974: Walther Gerlach
- 1981: Kurt Birrenbach
- 1984: Hans Lutz Merkle
- 1990: Richard von Weizsäcker
- 1993: Reimar Lüst
- 1996: Heinz A. Staab, Michael Sela
- 1998: Hans F. Zacher
- 2001: Haim Harari
- 2004: Hubert Markl
- 2006: Lu Yongxiang
- 2008: Hermann Neuhaus (posthum)
- 2017: Peter Gruss
- 2021: Angela Merkel
- 2023: Daniel Zajfmann
- 2025: Edelgard Bulmahn